# Petradyptes stonehousei
Petradyptes stonehousei — викопний вид пінгвінів, що існував у пізньому палеоцені (60-55 млн років тому). Описаний у 2023 році міжнародною командою дослідників, включаючи вчених з Кембриджського університету та музею Нової Зеландії Те Папа Тонгарева.

## Скам'янілості
Викопні рештки пінгвіна виявлені у 2016—2017 роках у пляжних валунах Моеракі віком 57 мільйонів років у Північному Отаго на Південному острові Нової Зеландії. Потім скам'янілості були виявлені зсередини валунів Ел Меннінг. Всього виявлено рештки п'яти екземплярів. Їхній вік оцінюється від 59,5 до 55,5 мільйонів років.

## Опис
Petradyptes stonehousei був меншим за свого сучасника Kumimanu fordycei, але значно перевищував вагу імператорського пінгвіна.

## Філогенія
Філогенетичний аналіз виявив, що таксони Kumimanu і Petradyptes є близькими до ранньопалеоценових таксонів з Нової Зеландії Waimanu і Muriwaimanu, але найближчими до таксону острова Чатем Kupoupou. Однак ці аналізи відрізняються розташуванням цих двох таксонів відносно Sequiwaimanu, Crossvallia та Kaiika.